# Zal Batmanglij
Zal Batmanglij (nascido em 1981) é um diretor e roteirista americano. Ele dirigiu e co-escreveu os filmes de 2011 Sound of My Voice e de 2013, The East. Ambos estrearam no Festival Sundance de Cinema.

## Biografia
Batmanglij nasceu na França, filho de pais iranianos e cresceu em Washington, DC. Sua mãe, Najmieh Batmanglij, é uma autora de livros; seu pai é um editor de livros, e seu irmão mais novo, Rostam, foi um dos membros fundadores da banda Vampire Weekend. Ambos os irmãos são gays.

## Educação
Batmanglij estudou antropologia e inglês na Universidade de Georgetown, onde se formou em 2002. Em Georgetown, ele conheceu Mike Cahill numa aula de filosofia. Eles fizeram um curso de roteirização e co-dirigiram um curta-metragem que ganhou o Festival Georgetown de Cinema. Brit Marling viu o curta-metragem e perguntou se poderia trabalhar com eles. Alguns anos mais tarde, após a formatura de Marling, os três amigos se mudaram para Los Angeles, Califórnia, onde Batmanglij participou do Conservatório do American Film Institute. Para o seu filme-tese, ele fez um curta-metragem de 35mm chamado The Recordist (2007), estrelado por Marling.

## Carreira
Em 2011, o filme de estreia de Batmanglij, Sound of My Voice, co-escrito com Marling, estreou no Festival Sundance de Cinema. Pouco tempo depois, a Fox Searchlight adquiriu Sound of My Voice, bem como o script do próximo filme de Batmanglij e Marling, The East. Batmanglij também dirigiu The East, estrelado por Marling, Elliot Page, e Alexander Skarsgard. O filme estreou no festival Sundance em 2013.
Batmanglij e Marling colaboraram para criar a série de drama The OA, que estreou em 2016 na Netflix. Ela é co-escrita por Marling e Batmanglij, que produz a série juntamente com Dede Gardner e Jeremy Kleiner da Plan B Enterntainment, e Michael Sugar de Anonymous Content.

## Filmografia

### Filmes
- The Recordist, curta-metragem (2007) – escritor, diretor
- Sound of My Voice (2011) – escritor, diretor
- The East (2013) – escritor, diretor

### Televisão
- Wayward Pines, episódios "Our Town, Our Law", "One of Our Senior Realtors Has Chosen to Retire" (2015) - diretor
- The OA (2016) – escritor, diretor